# William Bruges
William Bruges (c. 1375 – 9 de março de 1450) foi um oficial de armas inglês. Ele é melhor lembrado como a primeira pessoa a ser indicada ao posto de Rei de Armas principal da Jarreteira, que atualmente é o ofício heráldico mais importante na Inglaterra.

## Biografia
William Bruges era o filho de Richard Bruges, Lancaster King of Arms, e sua esposa Katherine. O jovem Bruges foi nomeado Chester Herald em 7 de junho de 1398. Mais tarde, foi instalado na casa de Henrique de Monmouth, então Príncipe de Gales, conde de Chester e Duque da Aquitânia.
Acredita-se que Bruges foi promovido a Rei de Armas Guyenne com a ascensão de Henrique V e foi enviado à França, próximo a 1414. Em fevereiro de 1416, como Rei de Armas da Aquitânia, Bruges foi enviado para eleitor-imperador Sigismundo, em negócios reais. Neste momento, os títulos da Aquitânia e Guyenne eram intercambiáveis.
A posição de Rei de Armas da Ordem da Jarreteira, geralmente conhecida como Garter King of Arms, foi criado por volta de 1415, e Bruges foi indicado para exercê-lo. A vontade do pai, datada de julho de 1415, refere-se a William Bruges tanto como Guyenne e Rei das Armas da Jarreteira. Depois disso, a seguinte menção de Bruges, em 13 de setembro de 1417. Foi a primeira vez que um rei de armas tinha sido especificamente designado para o serviço de um despacho de cavalaria. Em virtude deste cargo, ele tinha autoridade permanente sobre os reis da província de armas.
Em setembro de 1417 o duque de Clarence pronunciou-se sobre questões de precedência entre a heráldica e os quadrilheiros de armas. Em janeiro de 1421 os arautos realizaram seu primeiro capítulo e determinaram que um selo comum para que a administração ser feita. As resoluções foram para governar o cargo de armas e os seus membros, com capítulos convocados pela Jarreteira. No mesmo ano, como parte do renascimento de Henrique da Ordem da Jarreteira, alguns estatutos da ordem foram revistos e, quase ao mesmo tempo muitas placas heráldicas dos antigos companheiros foram criados na Capela de São Jorge. Bruges também foi responsável pela produção de seu livro Garter book em torno de 1430, que é o mais antigo compêndio de brasões conhecidos da ordem.
Em 1421, Bruges participou da coroação da rainha Catarina, e no ano seguinte, ele oficiou no funeral de Henrique V. Com Henrique VI de Inglaterra, não houve quase um ano em que ele não foi enviado, pelo menos, para uma missão, por vezes, com permanência no estrangeiro durante vários meses. Ele era geralmente preocupado com a França, mas ele também visitou a Normandia e a Bretanha, Flandres, Hainaut, Holanda, Escócia, Espanha, Portugal e Itália.